# L'informe Auschwitz
L'informe Auschwitz (títol original: Správa; títol internacional en anglès: The Auschwitz Report) és una pel·lícula dramàtica eslovaca de 2021 dirigida per Peter Bebjak. Ha estat doblada i subtitulada al català.
El 6 de novembre de 2020 l'Acadèmia Eslovaca de Cinema i Televisió (SFTA) la va seleccionar com a candidata eslovaca a la millor pel·lícula de parla no anglesa als Premis Oscar de 2020, però no va ser nominada. El compositor alemany Mario Schneider va compondre la banda sonora de la pel·lícula i la cantant eslovaca Sima Martausová va cantar la cançó principal «Červené polia» ("Camps vermells"), la qual va ser publicada en videoclip l'11 de novembre de 2020. La pel·lícula estava programada per estrenar-se a Eslovàquia el 28 de gener de 2021, l'endemà del Dia Internacional de Commemoració en Memòria de les Víctimes de l'Holocaust, però per causa de la pandèmia de COVID-19 es va haver d'ajornar. Això no obstant, es va publicar un tràiler de la pel·lícula el dia de l'estrena prevista. Així i tot, el 27 de gener de 2021, l'Organització Internacional de Drets Humans Jueus va realitzar una preestrena a la ciutat estatunidenca de Los Angeles.

## Argument
El 7 d'abril de 1944, els presos Alfréd Wetzler i el jove Rudolf Vrba van aconseguir escapar del camp de concentració d'Auschwitz. Tanmateix, l'objectiu de la fugida no era salvar la pròpia vida, sinó evitar la mort de milers de persones. Després d'un viatge infernal, arriben a Eslovàquia, on redacten un document sobre el funcionament del camp i poden informar del genocidi que s'està cometent. Mitjançant camins secrets l'informe arriba a Winston Churchill i Franklin D. Roosevelt per tal d'intervenir en el desenvolupament de la Segona Guerra Mundial. La història, plena de tensió i emocions, s'adreça a l'espectador amb un emocionant drama de la fugida, l'absurd del desenvolupament de la història, però també amb la força interior d'uns homes que s'oposaven a la perversitat del sistema.

## Repartiment
Els principals intèrprets del repartiment són:
- Noel Czuczor com a Freddy
- Peter Ondrejička com a Valér
- John Hannah com a Warren
- Wojciech Mecwaldowski com a Kozlowski
- Jacek Beler com a Heršek
- Jan Nedbal com a Pavel
- Christoph Bach com a Schwarzhuber
- Florian Panzner com a Lausmann
- Michal Režný com a Marcel
- Kamil Nożyński com a Juzek
- Aleksander Mincer com a Kaczmarek
- Ksawery Szlenkier com a Adamek